# 博多人

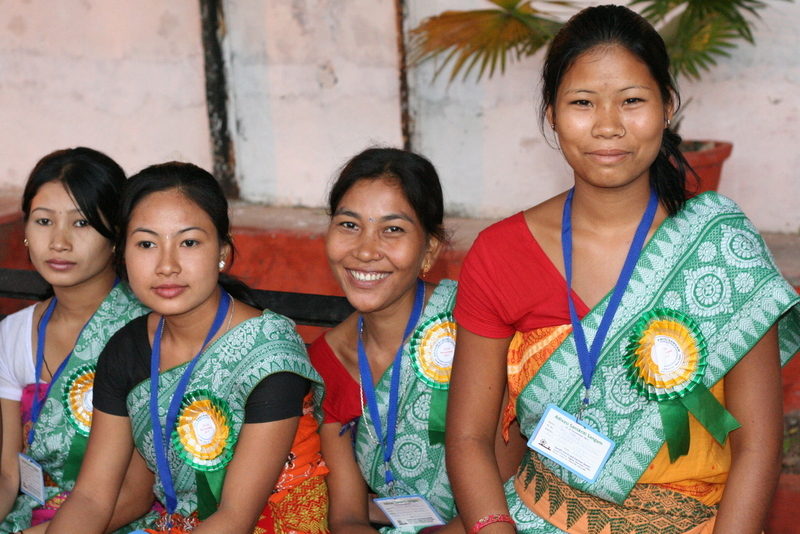

博多人，或稱波多人，是印度東北部阿薩姆邦波多蘭地區和尼泊爾原住民。他們通常與卡恰爾人一起生活。

## 人口
根據1991年人口普查，博多人的人口約120萬。

## 语言
博多語屬於藏緬語族。

## 信仰
博多人90%信仰印度教，9.4%信仰基督教。

## 生活方式和文化
博多人傳统上是水稻農民，以編織養蠶為輔。博多人主食是大米、蔬菜、魚或豬肉。